# Strzelanina w centrum handlowym w Alphen aan den Rijn
Strzelanina w centrum handlowym w Alphen aan den Rijn – strzelanina, do której doszło 9 kwietnia 2011 roku w centrum handlowym Ridderhof w Alphen aan den Rijn w Holandii. Sprawcą strzelaniny był 24-letni schizofrenik Tristan van der Vlis. W strzelaninie zginęło 7 osób, a 17 zostało rannych; jest to jedna z największych tego rodzaju tragedii we współczesnej historii Holandii.

## Przebieg
Sprawca wszedł do centrum handlowego o godz. 12:00 w południe. Na krótko przed wejściem, wyciągnął rewolwer i zabił osobę przechodzącą przed centrum handlowym, po czym wbiegł do niego i kontynuował masakrę. Zastrzelił przy użyciu karabinka sześć osób wewnątrz centrum handlowego i ranił siedemnaście innych osób. Wśród rannych osób znalazły się dzieci. Napastnik po ataku popełnił samobójstwo przez strzał z pistoletu w głowę.

## Ofiary
Wśród zabitych znalazło się trzech mężczyzn w wieku 42, 49 i 80 lat oraz trzy kobiety w wieku 45, 68 i 91 lat. Wśród osób postrzelonych znalazły się dzieci, ale nie odniosły one dużych obrażeń. Sprawca strzelał do swoich ofiar losowo, nie wybierał na cel nikogo konkretnego.

## Sprawca
Sprawcą strzelaniny był 24-letni Tristan van der Vlis (ur. 8 kwietnia 1986), który był mieszkańcem Alphen aan den Rijn. Mieszkał w bloku mieszkalnym ze swoimi rodzicami, jednak przeważnie był zamknięty w swoim pokoju. Sprawca cierpiał na schizofrenię i musiał być kilka razy hospitalizowany z powodu podejmowanych przez niego prób samobójczych. Van der Vlis lubił grać w komputerowe gry strzelanki, przez co pojawiły się spekulacje, że z powodu schizofrenii mógł nie rozróżniać fikcji od rzeczywistości. W internecie czytał ponadto dużo o masakrze w Columbine High School z 1999 roku, a holenderskie media zwróciły uwagę, że van der Vlis dokonał masakry w 30. rocznicę urodzin jednego z jej sprawców Erica Harrisa oraz dzień po swoich własnych 24. urodzinach.